# 加藤貢氏辮魚
加藤貢氏辮魚為輻鰭魚綱辮魚目辮魚科的其中一種，分布於西北太平洋的日本海域，棲息深度319-612公尺，屬深海魚類，體長可達69.4公分。

## 擴展閱讀
維基物種上的相關：加藤貢氏辮魚